# Merochlora perviridaria
Merochlora perviridaria là một loài bướm đêm trong họ Geometridae.